# Démographie de la Californie
hispanique ainsi que par l'attrait que la région exerce, dans le cadre de la Sun Belt. Selon le bureau du recensement des États-Unis, l'État de Californie est le plus peuplé des États-Unis. Sa population se concentre dans les agglomérations de Los Angeles et San Francisco.

## Histoire

Population des principaux États des États-Unis, en millions d'habitants.

L'histoire démographique de la Californie est marquée par l'immigration et les liens avec le Mexique voisin.
Les restes de l'Arlington Springs Man (en),, retrouvés sur l’île Santa Rosa (à l'époque île de Santa Rosae), située au sud de la Californie, indiquent que la région est habitée depuis au moins la dernière ère glaciaire (Glaciation Wisconsin), il y a environ 13 000 ans (fin du Paléolithique supérieur). La Californie a d’abord été peuplée par des peuples amérindiens : les Chumash, Maidu, Miwok, Modoc, Mohave, Ohlone et Tongva, ainsi qu’une centaine d’autres. Faute de documents écrits fiables et précis, il est difficile d’en estimer l’importance numérique. Avec la colonisation espagnole qui s’intensifie au XVIIIe siècle, le nombre d’Amérindiens baisse considérablement et rapidement à cause des maladies et des mauvais traitements. On compte environ 300 000 Amérindiens en Californie en 1769 ; ils ne sont plus que 200 000 en 1821.
À partir de 1821, la Californie passe sous contrôle mexicain : la population de la Alta California est d'environ 3 200 colons ce qui est faible, comparée à celle des autres États du pays.
Au XIXe siècle, la découverte de l'or déclenche une ruée vers l'ouest. De très nombreux émigrants affluent dès lors en Californie, surtout depuis le reste des États-Unis, mais aussi des Européens - Français, Britanniques, Italiens et Allemands - qui arrivent vers la fin de l’année, après le Printemps des peuples. On estime ainsi le nombre d’arrivants en 1849 à 90 000 personnes, qui seront appelées Forty-Niners. Dans les années 1850-1860, les compagnies de chemin de fer recrutent des travailleurs chinois pour la construction du transcontinental : on les appelle les « coolies ». En 1859, environ 35 000 Chinois sont installés en Californie ; en 1880, ils sont 75 135. La ruée vers l’or et la construction du premier chemin de fer transcontinental en 1869 contribue à la croissance démographique et urbaine de l’État.
Dans les années 1920, plus d'un million de personnes s'installent en Californie : ce flux provient essentiellement du Midwest et il s'agit donc de courants domestiques, qui viennent grossir la population urbaine du littoral. Pendant la crise des années 1930, les okies qui fuient les conséquences du Dust Bowl, refont leur vie dans le Golden State. La Grande Dépression voit aussi monter la xénophobie contre les travailleurs immigrés, notamment les Mexicains.
La Seconde Guerre mondiale voit l’afflux de militaires en Californie qui devient la base arrière des campagnes dans le Pacifique. Entre 1941 et 1945, la population augmente de près de 30 %. Entre 1940 et 1945, 500 000 personnes s'installent dans la baie de San Francisco. Attirées par les hauts salaires et pensant que la Californie est à l'abri du racisme, d'importantes populations noires rejoignent l'État, surtout à partir de 1942 : de 124 000 en 1940, la population noire passe à 462 000 personnes en 1950, qui s'établissent surtout dans les zones urbaines notamment à Watts à Los Angeles et à Richmond près de San Francisco.
Après la Seconde Guerre mondiale, la région voit affluer des retraités en quête de soleil et des jeunes attirés par le « rêve californien ». Les plus forts taux de croissance se situent dans les années 1950. Enfin, à partir des années 1980, les immigrés sont des étrangers, principalement du Mexique, et parfois clandestins. Sur un million d'immigrants légaux aux États-Unis en 2002, 30 % se trouvent en Californie.
Depuis les années 1960, la Californie est l'État le plus peuplé des États-Unis, avec plus de 37 millions d'habitants, soit 12,5 % de la population américaine. La croissance démographique de l'État est très légèrement supérieure à la moyenne nationale.

## Indicateurs statistiques
| Indicateur                             | Californie | États-Unis |
| -------------------------------------- | ---------- | ---------- |
| Personnes de moins de 5 ans            | 6,2 %      | 6,1 %      |
| Personnes de moins de 18 ans           | 22,7 %     | 22,4 %     |
| Personnes de plus de 65 ans            | 14,3 %     | 16,0 %     |
| Femmes                                 | 50,3 %     | 50,8 %     |
| Personnes par foyer                    | 2,96       | 2,63       |
| Vétérans                               | 5,9 %      | 8,0 %      |
| Personnes nées étrangères à l'étranger | 26,9 %     | 13,5 %     |
| Personnes étrangères                   | 13,7 %     | 7,0 %      |
| Personnes sans assurance maladie       | 8,3 %      | 10,0 %     |
| Personnes avec un handicap             | 6,8 %      | 8,6 %      |
| Revenus annuels                        | 35 021 $   | 32 621 $   |
| Personnes sous le seuil de pauvreté    | 12,8 %     | 11,8 %     |
| Diplômés du lycée                      | 82,9 %     | 87,7 %     |
| Diplômés de l'université               | 33,3 %     | 31,5 %     |

## Géographie humaine

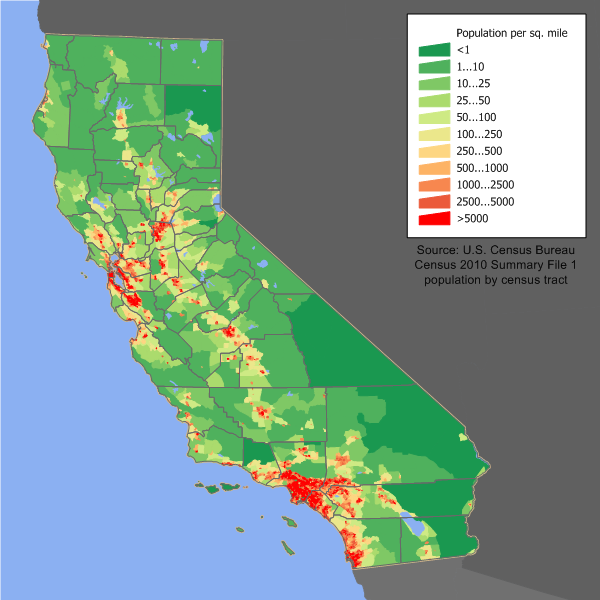
Densité de la population.

Le comté de Los Angeles est de loin le plus peuplé avec 10,3 millions d'habitants (2007). Il rassemble 27,2 % de la population californienne (2007). Les cinq comtés les plus peuplés se trouvent tous au sud de la Californie et regroupent 20,6 millions de personnes soit 55 % de la population totale (2007).
La capitale politique de la Californie, Sacramento (407 018 habitants ; 1,8 million d'habitants dans l'agglomération), se trouve dans la vallée centrale, mais les villes les plus peuplées se situent près du littoral.

## Composition ethnique

Groupe ethnique majoritaire par comté :
Hispaniques 40-50 %
Hispaniques 50-60 %
Hispaniques 60-70 %
Hispaniques 80-90 %
Asiatiques 30-40 %
Blancs non hispaniques 30-40 %
Blancs non hispaniques 40-50 %
Blancs non hispaniques 50-60 %
Blancs non hispaniques 60-70 %
Blancs non hispaniques 70-80 %
Blancs non hispaniques 80-90 %

La Californie est le troisième État des États-Unis (après Hawaï et le Nouveau-Mexique) où les blancs non hispaniques représentent moins de 50 % de la population.
| Groupe            | Californie | États-Unis |
| ----------------- | ---------- | ---------- |
| Blancs            | 57,6       | 72,4       |
| Autres            | 17,0       | 6,2        |
| Asiatiques        | 13,1       | 4,8        |
| Afro-Américains   | 6,2        | 12,6       |
| Métis             | 4,9        | 2,9        |
| Amérindiens       | 1,0        | 0,9        |
| Océaniens         | 0,4        | 0,2        |
| Total             | 100        | 100        |
|                   |            |            |
| Latino-Américains | 37,6       | 16,7       |

### Hispaniques et Latinos
En 2010, les Hispaniques et Latinos sont majoritaires dans les comtés de Colusa, où ils représentent 55,1 % de la population, de Fresno (50,3 %), d'Imperial (80,4 %), de Kern (49,2 %), de Kings (50,9 %), de Los Angeles (47,7 %), de Madera (53,7 %), de Merced (54,9 %), de Riverside (45,5 %), de San Benito (56,4 %), de San Bernardino (49,2 %), de San Joaquin (38,9 %) et de Tulare (60,6 %).
| Groupe         | Nombre     | % de la population |
| -------------- | ---------- | ------------------ |
| Mexicains      | 11 423 146 | 30,7               |
| Salvadoriens   | 573 956    | 1,5                |
| Guatémaltèques | 332 737    | 0,9                |
| Autres         | 1 683 880  | 4,5                |
| Total          | 14 013 719 | 37,6               |

Selon l'American Community Survey, pour la période 2011-2015, 79,12 % de la population hispanique âgée de plus de 5 ans déclare parler l'espagnol à la maison, 20,03 % déclare parler l'anglais et 0,84 % une autre langue.

### Afro-Américains
Les premières personnes d'ascendance africaine arrivent en Californie par le Mexique lors de la colonisation espagnole de l'Amérique. Lors du premier recensement dans l'État, en 1850, la population afro-américaine s'élève à 962 habitants, alors qu'en 1860 il y 4 086 habitants noirs. Puis, en 1910 ce nombre passe à 22 000. Les Afro-Américains ne représentent pourtant que 1 % de la population avant la Seconde Guerre mondiale.
Toutefois après 1945, la population noire croît rapidement en Californie, mais néanmoins plus lentement que les autres groupes ethniques.
À la suite d'une pétition envoyée par des Afro-Américains au Los Angeles Board of Education (en) en 1872, la Cour suprême de Californie juge les pratiques de ségrégation dans le système éducatif comme inconstitutionnelles et contrairement aux 14e et 15e amendement.

### Amérindiens
| Tribu                  | Population | % de la population amérindienne |
| ---------------------- | ---------- | ------------------------------- |
| Cherokees              | 92 246     | 12,75                           |
| Amérindiens du Mexique | 66 424     | 9,18                            |
| Apaches                | 24 799     | 3,43                            |
| Chactas                | 23 403     | 3,24                            |
| Navajos                | 17 080     | 2,36                            |
| Blackfeet              | 15 420     | 2,13                            |
| Sioux                  | 12 439     | 1,72                            |
| Yaquis                 | 10 375     | 1,43                            |
| Ojibwés                | 7 250      | 1,00                            |

## Population urbaine

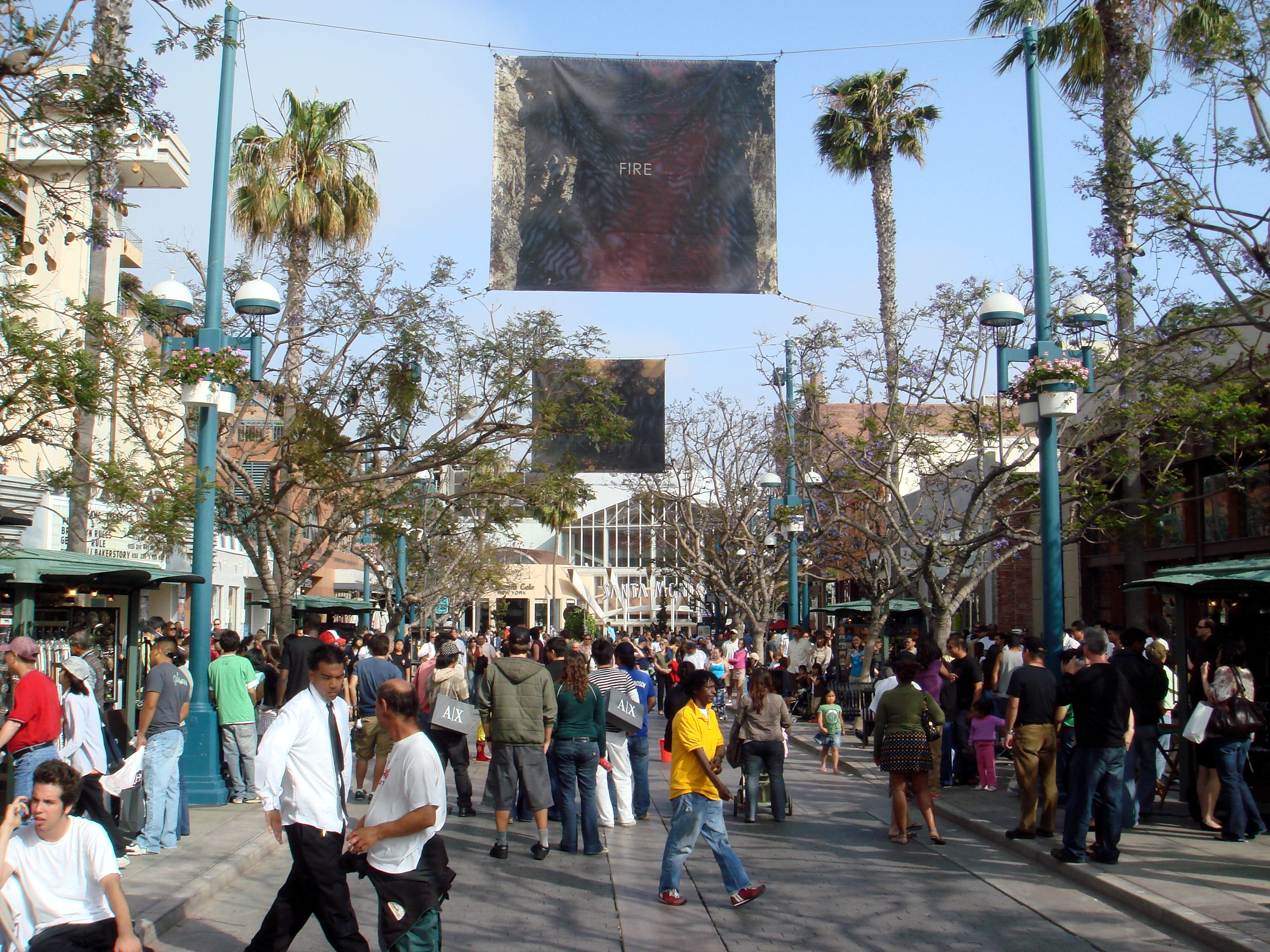
Scène de rue à Santa Monica.

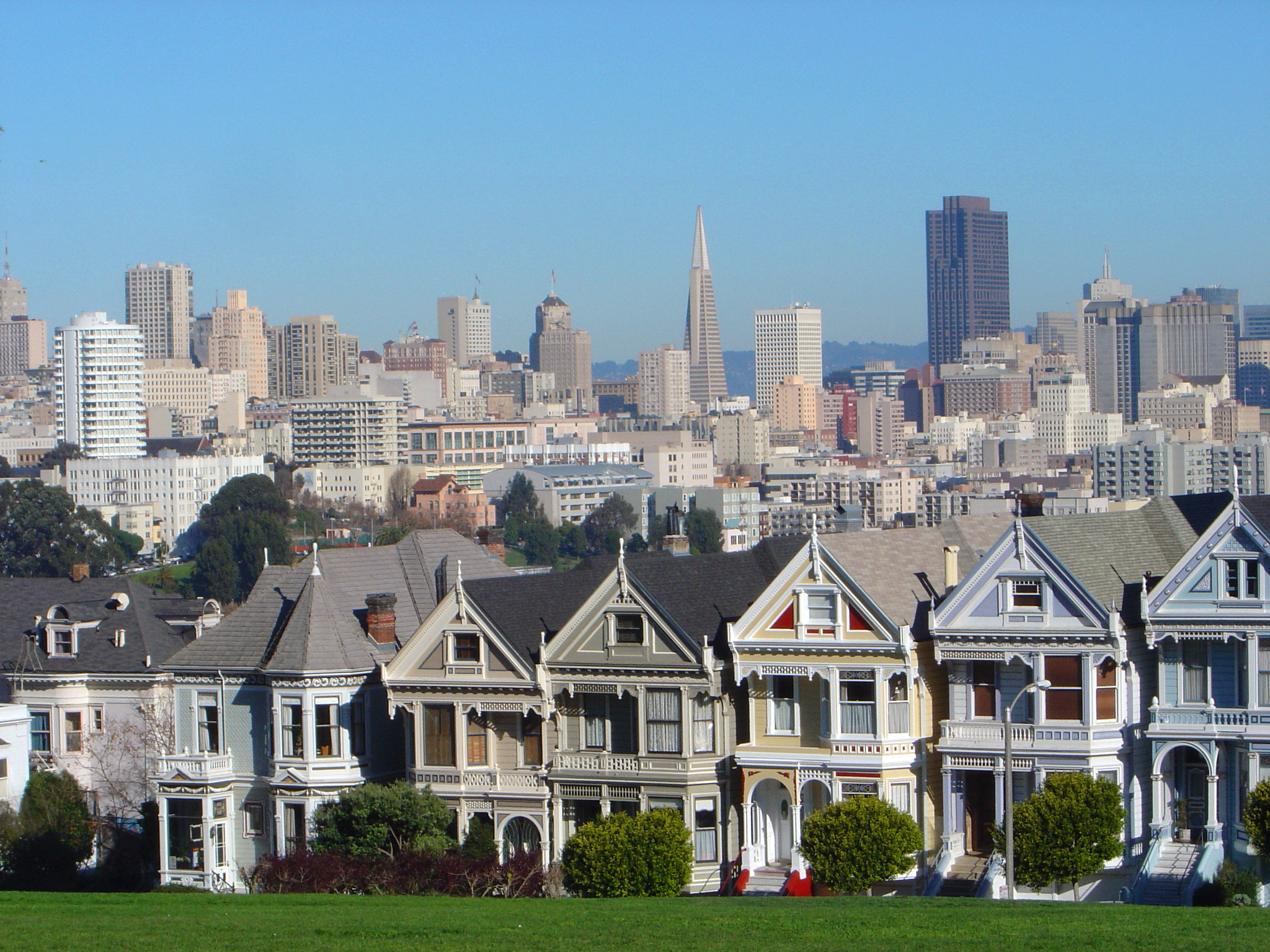
L'agglomération de San Francisco concentre 7 millions d'habitants.

La Californie compte de nombreuses agglomérations, dont les plus importantes sont celles du Grand Los Angeles et de la baie de San Francisco.
L’urbanisation a été spectaculaire à partir du XIXe siècle. De nombreuses villes ont poussé comme des champignons et l'urbanisation a été souvent brutale. Les immigrants récents se sont implantés dans des quartiers à base ethnique qui ont survécu ou dans des secteurs délabrés. Les villes continuent aujourd'hui de s'étendre, par mitage sur les collines qui les environnent ou vers les marges désertiques. La croissance urbaine pose des problèmes de pollution, de gestions des déchets et d'approvisionnement en eau. L’étalement urbain est spectaculaire dans l’agglomération de Los Angeles.
Une mégalopole est en cours de formation à l'ouest de l'état : elle est surnommée SanSan, car cette région urbaine s'étend de San Francisco au nord, à San Diego au sud. Près d'un tiers de Californiens résident dans l'agglomération de Los Angeles et celle de San Francisco regroupe sept millions de personnes. Le rôle de ces deux pôles urbains est déterminant dans l'organisation de l'espace californien. La puissance et la fonction de direction des villes sont représentées par les  Central Business Districts : il en existe en dehors des mégapoles, par exemple à Oakland. L’agglomération de Los Angeles se caractérise même par plusieurs centres des affaires dispersés. Les gratte-ciel et l'architecture d’une manière générale, ont toujours été novateurs : que l'on pense à la forme de la Transamerica Pyramid ou du Walt Disney Concert Hall.
Les principales agglomérations sont situées sur un estuaire ou une baie ou bien encore sur un cours d'eau (Sacramento, Stockton). À l'intérieur des terres, la vallée centrale se présente comme un chapelet de villes moyennes qui sont autant de nœuds autoroutiers et de centres de redistribution des productions agroalimentaires. Quelques villes se sont installées dans le désert : Palmdale, Palm Springs, Barstow, Victorville, etc. Ces villes de la Vallée de Coachella sont des havres où les retraités viennent chercher le soleil, loin du tumulte de Los Angeles.